# Neusrat
De neusrat (Rhynchomys soricoides) is een knaagdier uit het geslacht Rhynchomys dat voorkomt op Mount Data (provincie Benguet) en Mount Bali-it (provincie Kalinga) in de Centrale Cordillera van het Filipijnse eiland Luzon. Dit dier leeft in bossen op grote hoogte (1600 tot 2150 m op Mount Bali-it en 2200 tot 2400 m op Mount Data).
De neusrat heeft een korte, donkere vacht. De bovenkant van het lichaam is bruin, de onderkant grijs tot donkergrijs. De oren zijn donker gekleurd. De lippen en de neus zijn pigmentloos, de kin lichtgrijs tot wit. De voorvoeten zijn kort en bevatten krachtige klauwen. De achtervoeten zijn relatief lang en breed. De lange staart is aan de bovenkant donker en aan de onderkant niet of nauwelijks gepigmenteerd. Het aantal schubben op de staart per centimeter (16) is relatief klein. Net als bij andere soorten ontspringen uit elke schub drie haren. De kop-romplengte bedraagt 178 tot 196 mm, de staartlengte 134 tot 153 mm, de achtervoetlengte 40 tot 42 mm, de oorlengte 24 tot 25 mm en het gewicht 135 tot 180 g (gebaseerd op negen mannetjes en vier vrouwtjes uit Kalinga). Voor een vrouwtje uit Mount Data bedraagt de kop-romplengte 195 mm, de staartlengte 132 mm, de achtervoetlengte 41 mm en de oorlengte 20 mm.